# Le Combat syndicaliste
Le Combat syndicaliste est un organe de presse syndicaliste révolutionnaire et anarcho-syndicaliste qui désigne :
- le journal de la Confédération générale du travail - Syndicaliste révolutionnaire de 1926 à 1939 ;
- le journal de la Confédération Nationale du Travail depuis 1947.

## Éléments historiques

### Première époque
Fondé le 1er décembre 1926, Le Combat syndicaliste est à l'origine l'organe confédéral de la Confédération générale du travail - Syndicaliste révolutionnaire (CGT-SR). Le titre disparait en août 1939, du fait de l'interdiction du syndicat,,,
Selon l'historien Benjamin Stora, « le journal paraît irrégulièrement jusqu'en avril 1933 (numéro 62). La nouvelle série qui va jusqu'au numéro 200 (19 mars 1937) est d'une remarquable régularité »
Selon l’étude de Samuel Jospin en 1974, La CGTSR à travers son journal (1916-1937), l’expression syndicalisme révolutionnaire est petit à petit abandonnée dans Le Combat syndicaliste au profit du terme anarcho-syndicalisme, synthèse d’anarchisme et du syndicalisme.

### Deuxième époque
Après la Seconde Guerre mondiale, le 9 octobre 1945, se tiennent les premières assises du Mouvement libertaire français. Maurice Joyeux remarque à cette occasion que « Le Mouvement libertaire, fédérait trois tendances représentées par trois journaux : Ce qu'il faut dire, qui rassemblait Louis Louvet et ses amis ; Le Combat syndicaliste, organe de la minorité anarcho-syndicaliste de la CGT, animé par Pierre Besnard et Le Libertaire, organe de la Fédération anarchiste. ».
D'abord publié clandestinement, Le Combat syndicaliste reparait légalement en avril 1947, comme « organe officiel de la Confédération nationale du travail, section française de l'Association internationale des travailleurs », montrant ainsi une certaine continuité entre la CGT-SR et la CNT,,,,.

#### L'influence espagnole
Dès sa fondation en 1947, des libertaires espagnols en exil contribuent de manière significative à la vie du journal.
De 1947 à 1956, Le Combat Syndicaliste est publié de façon très irrégulière. À partir de cette année, il devient l'organe commun bilingue des CNT espagnole et française, et parait régulièrement, selon un rythme hebdomadaire.
En 1961, le gouvernement français interdit la publication de plusieurs titres de la presse anarchiste spécifiquement espagnole éditée en France (CNT, Solidaridad Obrera et España Libre). Les anarcho-syndicalistes renforcent encore les liens avec Le Combat Syndicaliste, qui paraît également en espagnol en parallèle,,.

#### Thèmes
Le journal est rédigé par des syndiqués volontaires et bénévoles.
La publication traite de sujets d'actualité, propose des dossiers thématiques (code du travail, protection sociale, prud’hommes, réduction du temps de travail) et se fait le relais de luttes sociales en cours au niveau national et international.
C'est aussi sous ce nom d'éditeur que la CNT fait paraître diverses publications, dont des ouvrages ou revues spécifiques,.
Le 15 mai 2004, le groupe de punk rock Bérurier noir participe à un concert de soutien au journal. Des extraits de ce concert sont repris sur l'album L'Opéra des loups.

## Collaborateurs notoires

### Première époque
- Pierre Besnard, secrétaire à la rédaction[23]
- Jean Roumilhac[24]
- Alexandre Schapiro[25]
- Paul Lapeyre[26]

### Deuxième époque
- Georges Brassens contribue au premier numéro en 1947[27],[28].
- André Bernard[29].
- Renée Lamberet[30].
- Élisée Perrier[31].
- Gabriel Veillard[32].
- Hem Day

## Publications

### Ouvrages publiés
- Hem Day, Histoire du chant de L'Internationale, Paris, Le Combat syndicaliste, 1970[33].
- Max Nettlau, El lugar de las ideas libertarias en la serie de las liberaciones humanas, Paris, Le Combat syndicaliste, 1970.
- André Prudhommeaux, Dori Prudhommeaux, La Catalogne libre (1936-1937), Paris, Le Combat syndicaliste, 1970.

### Articles notoires
- Fabien Delmotte, César M. Lorenzo : l’anarcho-syndicalisme du XXIe siècle, juin 2010, [lire en ligne].

## Reproductions en fac-similé
La bibliothèque virtuelle de l'Universidade Estadual Paulista Júlio de Mesquita Filho de l'État de São Paulo (Brésil) reproduit en fac-similé quelques numéros avec ce commentaire : « Anarchiste et révolutionnaire, le journal lutte contre le fascisme et les forces répressives de l'État. Il aborde des thèmes tels que l'anarcho-syndicalisme, des informations du mouvement libertaire international et des communiqués de la Confédération nationale du travail (France et Espagne). »

### En français
- Le Combat Syndicaliste, 1962, no 176, [lire en ligne].
- Le Combat Syndicaliste, 1963, no 265, [lire en ligne].
- Le Combat Syndicaliste, 1964, no 279, [lire en ligne].
- Le Combat Syndicaliste, 1964, no 329, [lire en ligne].
- Le Combat Syndicaliste, supplément illustré, 1965, no 336, [lire en ligne].
- Le Combat Syndicaliste, supplément illustré, 1965, no 338, [lire en ligne].
- Le Combat Syndicaliste, supplément illustré, 1968, no 488, [lire en ligne].

### En espagnol
- Le Combat Syndicaliste, supplément illustré, 1964, no 304, [lire en ligne].

### Autres reproductions en fac-similé
- Le Combat Syndicaliste, plusieurs parutions de 1954 avec en épigraphe : « L'émancipation des travailleurs sera l'œuvre des travailleurs eux-mêmes », [lire en ligne].

### Sources et bibliographie
- Jean Maitron, Le mouvement anarchiste en France, de 1914 à nos jours, tome 2, Paris, Gallimard, 1992.
- René Bianco, Répertoire des périodiques anarchistes de langue française : un siècle de presse anarchiste d’expression française, 1880-1983, Thèse de doctorat, Université d’Aix-Marseille, 1987.
- Samuel Jospin, La CGTSR à travers son journal Le Combat syndicaliste, 1926-1927, mémoire de maîtrise, Université Paris I, 1974.
- Claire Auzias, La CGTSR, 1926-1928 : un épisode de décentralisation syndicale, Le Mouvement social, octobre 1988, [lire en ligne].
- Bibliothèque du Congrès : Le Combat syndicaliste.
- Système universitaire de documentation : Le Combat syndicaliste.
- L'Éphéméride anarchiste : Le Combat syndicaliste.
- Fédération internationale des centres d'études et de documentation libertaires : trois affiches.
- (ca) Anarco Efemerides : Le Combat syndicaliste.